# Denis Henrion

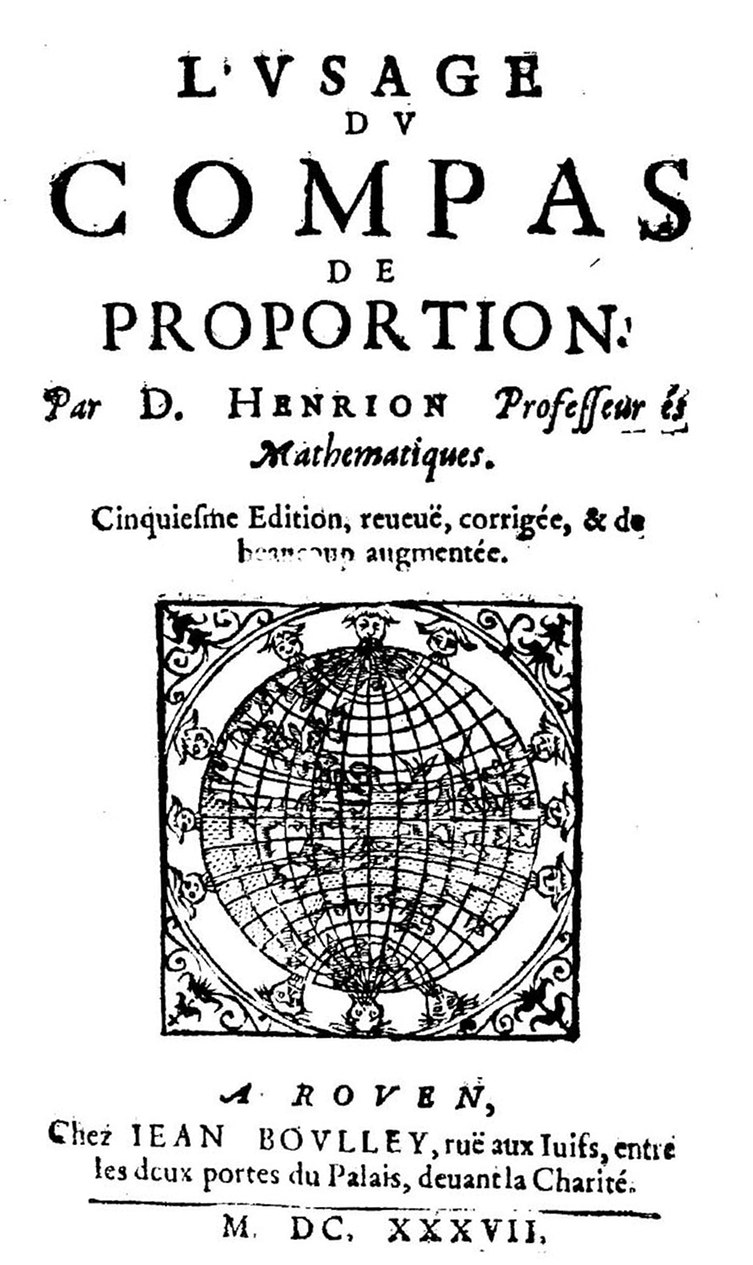
Usage du compas de proportion

Denis Henrion (auch Didier Henrion; * um 1580; † um 1632) war ein französischer Mathematiker, der in Paris wirkte.

## Leben
Jean Itard gibt in seinem Eintrag im Dictionary of Scientific Biography in den 1970er-Jahren an, dass über sein Leben wenig bekannt ist (so auch nicht Geburtsort und -datum und wo und wann er genau starb) und vieles unsicher ist. Meist wird der Vorname mit Denis angegeben, in seinen Büchern steht nur die Initiale D. (außer in einer lateinischen Stelle von 1623, wo Desiderius steht, latinisiert für Didier).
In jungen Jahren war er nach eigenen Angaben Ingenieur im Dienst der Armee von Wilhelm von Oranien in den Niederlanden, ab 1607 ließ er sich als Mathematiklehrer (er erscheint als Professeur auf den Titelblättern seiner Bücher) und Verleger in Paris nieder. In der Ausgabe seiner Euklid-Übersetzung von 1632 steht, dass sie von seiner Witwe verkauft wurde.
Nach Itard steht er weit hinter Pierre Hérigone zurück, war aber kein reiner Kompilator und spielte eine Rolle bei der Einführung der Logarithmen in Frankreich.

## Werk
Sein erstes Buch ist ein elementares Mathematik-Unterrichtsbuch für Edelleute (Offiziere). Es enthält nach Itard im Abschnitt Geometrie eine Sammlung von 140 bemerkenswerten Problemen. Wie auch sonst übernimmt er vieles aus anderen Schriften, besonders von Christophorus Clavius.
Er veröffentlichte ein frühes Buch über die Logarithmen von Henry Briggs (Traictés des Logarithmes, 1626), die Tafeln von Regiomontanus (1625, 1626). Das war das zweite Buch zu Logarithmen, das in Frankreich erschien. Das erste war eine Beschreibung der Briggsschen Logarithmen 1625 vom Engländer Edmund Wingate (1596–1656), der als Englisch-Lehrer von Henrietta Maria von Frankreich ab 1624 in Paris war.
Außer für die Logarithmentafeln ist er als Übersetzer von Euklids Elementen vom Lateinischen ins Französische bekannt, die er mit vielen Kommentaren ab 1614 veröffentlichte, in mehreren Ausgaben zunehmend erweitert. Das war nicht die erste Übersetzung ins Französische (Pierre Forcadel veröffentlichte die erste 1565). Seine Übersetzung, die sich auf die Arbeit der Jesuitenschule (Clavius) stützt, enthielt auch die Data von Euklid (wobei er die lateinische Ausgabe von Claude Hardy benutzt). In verschiedenen seiner Euklid-Ausgaben ist auch eine Zusammenfassung der Algebra zum besseren Verständnis des zehnten Buches der Elemente (Sommaire et abbregé de l'algèbre, qui sert à faciliter l'intelligence du dixiesme livre). Er benutzt aber damals schon veraltete Algebra und berücksichtigt nicht die inzwischen erzielten Fortschritte von Francois Viète, Simon Stevin und Albert Girard.
Außerdem veröffentlichte er über geodätische Instrumente, wie den Proportionalzirkel, den er Jacques Alleaume zuschrieb. In Locacanon (1626) beschrieb er die Rechenschieber von Edmund Gunter.
1616 gab er Problemata duo nobilissima heraus, in denen Clément Cyriaque de Mangin die Lösungen von Problemen von Regiomontanus und Pedro Nunes durch  François Viète und Marin Getaldić kritisiert. Daraus entspann sich ein Disput zwischen Getaldic und Alexander Anderson (ein schottischer Mathematiker in Paris, der an der Herausgabe der Werke von Viète arbeitete).
Er veröffentlichte Auszüge aus den Werken von Valentin Menherr (mit Bemerkungen von Michel Coignet) und eine Ausgabe mathematischer Unterhaltungen von Jean Leurechon. In seinen Werken finden sich nach Itard häufig polemische Spitzen gegen Konkurrenten, weshalb er auch Ziel von Angriffen war (so von Claude Mydorge für seine Kommentare in der Ausgabe des Buchs von Leurechon).
Von ihm stammen auch andere Übersetzungen, so die Kugellehre von Theodosios von Bithynien (damals von Tripoli genannt) (1615, aus einer lateinischen Version von Clavius) und die Abhandlung über den Globus von Robert Hues (1618) und mathematische Unterhaltungen vom Pater Jean Leurechon (1627 und öfter).
Er veröffentlichte auch unter den Initialen D. H. P. E. M. (Denis Henrion, professeur ès mathématiques).
Nach Claude Hardy veröffentlichte er unter den Namen Pierre Hérigone und Cyriaque de Mangin. Dass Henrion ein Pseudonym von Cyriaque de Mangin war, wird auch noch von Philip Beeley und Christoph Scriba in ihrer Ausgabe der Briefe von John Wallis behauptet.

## Schriften
- Mémoires mathématiques recueillis et dressés en faveur de la noblesse française. Paris, 2 Bände, 1613 bis 1627,  Neuauflage von Band 1 1623
- Traicté des triangles spheriques, Paris 1617
- L’usage du compas de proportion, Paris 1618 und öfter (5. Auflage Rouen 1637, 1664, 1680)
- Cosmographie ou traicté général deschoses taut célestes qu’élémentaires, Paris, 1620, 2. Auflage 1626
- Deux cens questions ingénieuses et récréatives extraictes et tirées des œuvres mathématiques de Valentin Menher avec quelques annotations de Michel Coignet, le tout corrigé, recueilli et mis en cet ordre, par D.H.P.E.M, Paris, 1620
- Canon manuel des sinus, touchantes et coupantes, Paris 1623;
- Sinuum, tangentiunt et secantium canon manualis, Paris, 1623
- Logocanon, ou Regle proportionelle sur laquelle sont appliquées plusieurs lignes et figures divisées selon diverses proportions et mésures, Paris, 1626
- Traicté des logarithmes, Paris, 1626
- L’usage du mécomètre, qui est un instrument géométrique avec lequel on peut très facilement mesurer toutes sortes de longueurs et distances visibles. Paris, 1630
- Euclide: Les Quinze Livres des Éléments géométrique, Paris, 1614, 1615, 2. Auflage 1621 (J. A. Joallin), 3. Auflage 1623, 4. Auflage 1632[8] (bei Isaac Dedin), 5. Auflage Rouen 1649 (seine Euklid-Übersetzung), Gallica
- Cours mathématique demontré d’une nouvelle méthode, Paris, 1634.